# Princip stacionarnog djelovanja
Princip stacionarnog djelovanja jedan je od temeljnih načela fizike. Govori o tome kako će putanja kojom će neki fizikalni sustav poći, uvijek biti ona za koju je određena fizikalna veličina, nazvana djelovanje, stacionarna. Sustavi će se u prirodi uvijek odvijati na optimalni način, a taj optimalan način je kad je djelovanje stacionarno.
Princip stacionarnog djelovanja ekvivalentan je i omogućuje izvođenje diferencijalnih jednadžbi gibanja fizikalnog sustava. Iako je izvorno formuliran za klasičnu mehaniku, cijela se klasična fizika može izvesti iz tog jednog principa. Koristi se u klasičnoj teoriji polja za izvođenje jednadžbi gibanja, u elektromagnetizmu, optici te u općoj teoriji relativnosti. Također, u kvantnoj mehanici i kvantnoj teoriji polja primijenjiv je uz manju izmjenu. Također i najnaprednija područja teorijske fizike današnjice poput teorije struna formuliraju se pomoću ovog principa.
Cijelo razmatranje principa stacionarnog djelovanja započinje potragom za krivuljom najbržeg spusta loptice između dvije točke.
Povijesno gledano, ideja o pronalaženju najkraćeg puta koji čestica može slijediti ovisno o sili motivirala je prve primjene varijacijskog računa na mehaničke probleme, kao što je problem Brachistochrone (iz antičkog grčkog βράχιστος χρόνος (brákhistos khrónos) 'najkraće vrijeme') kojeg su riješili Johann Bernoulli 1696. (Johann Bernoulli je postavio taj problem u Acta Eruditorum u lipnju, 1696.), kao i Leibniz, Daniel Bernoulli, L'Hôpital otprilike u isto vrijeme, a Newton sljedeće godine. Sam Newton je razmišljao u skladu s varijacijskim računom, ali to nikad nije objavio. Ovaj problem, odnosno ideje koje su proizišle iz njega vode do varijacijskih principa mehanike, odnosno do principa stacionarnog djelovanja kojeg su razvili Fermat, Maupertuis, Euler, Lagrange, Hamilton i drugi.
Odgovor na pitanje "Zbog čega se sustavi gibaju putanjom za koju je djelovanje stacionarno?" može se naći u kvantnoj mehanici, točnije u Feynmanovom formalizmu integrala po putevima .

## Maupertuisov princip
Pierre Louis Maupertuis bio je prvi koji je objavio princip najmanjeg djelovanja, kao način prilagodbe Fermatova principa za valove korpuskularnoj (čestičnoj) teoriji svjetlosti. Pierre de Fermat je objasnio Snellov zakon za lom svjetlosti pod pretpostavkom da svjetlost prati put najkraćeg vremena, a ne udaljenost. To je mučilo Maupertuisa, budući da je smatrao da bi vrijeme i udaljenost trebali biti izjednačeni: "Zašto bi svjetlost preferirala put najkraćeg vremena u odnosu na put udaljenosti?" Maupertuis je svoj postupak definirao kao varijaciju sljedeće veličine
{\displaystyle S=\sum mvs}
gdje je {\displaystyle S} djelovanje koje je trebalo biti minimizirao na svim stazama koje povezuju dvije točke. Bio je ismijavan od ostatka prosvjetiteljske elite, poput Voltairea i Koeniga.

## Euler i Lagrange
Jedan od rijetkih koji je uvidio značaj Maupertuisovog principa stacionarnog djelovanja i branio ga bio je švicarski matematičar Leonhard Euler.
Prvo što je Euler napravio, bilo je da je zamijenio sumu za integral i dobio sljedeći izraz
{\displaystyle S=\int mvds}
znajući kako je {\displaystyle v={\frac {ds}{dt}}}, odnosno {\displaystyle ds=vdt}
i uvrštavajući to u prethodnu formulu dobio je
{\displaystyle S=\int mv^{2}dt=\int 2E_{k}dt}
Odnosno, integral brzine po putu pretvorio je u integral kinetičke energije po vremenu.
Prateći njegove korake, glavnu ulogu preuzeo je mladi talijanski matematičar Joseph-Louis Lagrange koji je unaprijedio izraz i došao do sljedeće verzije
{\displaystyle {S}=\int _{t_{1}}^{t_{2}}L\,dt=\int _{t_{1}}^{t_{2}}\left(T-U\right)dt}
Ovo je definicija djelovanja koja je uvriježena i na ovaj način se zapisuje kad se predaje studentima. Djelovanje je funkcionalna jednadžba, integral Lagrangeove funkcije {\displaystyle L} između dva vremenska trenutka koja izbacuje skalarnu vrijednost i ima mjernu jedinicu {\displaystyle Js} joule-sekunda. 
Princip stacionarnog djelovanja nam kaže kako je prava evolucija {\displaystyle q(t)} sustava evolucija za koju djelovanje {\displaystyle S} stacionarno (minimum, ili sedlasta točka). Ovaj princip rezultira jednadžbama gibanja u Lagrangeovoj mehanici. 

## Hamiltonov princip
Najpoznatiju formulaciju principa stacionarnog djelovanja postavio je Irski matematičar William Rowan Hamilton, koji je naravno gradio na rezultatima prijašnjih matematičara i fizičara kao što su Mapertuis, Euler i Lagrange.

### Matematička formulacija
Hamiltonov princip kaže da je prava evolucija {\displaystyle q(t)} sustava opisanog s {\displaystyle n} poopćenih koordinata   ona u kojoj je varijacija djelovanja 
{\displaystyle {\mathcal {S}}[\mathbf {q} ]\ {\stackrel {\mathrm {def} }{=}}\ \int _{t_{1}}^{t_{2}}L(\mathbf {q} (t),{\dot {\mathbf {q} }}(t),t)\,dt}
gdje je {\displaystyle L(\mathbf {q} ,{\dot {\mathbf {q} }},t)} Lagrangeova funkcija, jednaka nuli.
Odnosno:
{\displaystyle \delta S=0.}
Ovo je princip stacionarnog djelovanja zapisan u modernom zapisu.
Drugim riječima, svaka perturbacija prvog reda prave evolucije sustava rezultira (najviše) promjenama drugog reda u {\displaystyle {\mathcal {S}}}.
Iz ovog principa mogu se izvesti sve diferencijalne jednadžbe gibanja klasične mehanike. Euler-Lagrangeova jednadžba ekvivalentna je i slijedi iz Hamiltonovog principa stacionarnog djelovanja.

Neka je {\displaystyle q(t)} prava evolucija sustava između dva stanja {\displaystyle q_{1}=q(t_{1})} i {\displaystyle q_{2}=q(t_{2})} u dva trenutka {\displaystyle t_{1}} i {\displaystyle t_{2}}, i neka je {\displaystyle \epsilon } mala perturbacija sustava koje je nula na krajevima putanje
{\displaystyle {\boldsymbol {\varepsilon }}(t_{1})={\boldsymbol {\varepsilon }}(t_{2})\ {\stackrel {\mathrm {def} }{=}}\ 0}
Perturbacija funkcionala djelovanja {\displaystyle \delta {\mathcal {S}}} bila bi
{\displaystyle \delta {\mathcal {S}}=\int _{t_{1}}^{t_{2}}\;\left[L(\mathbf {q} +{\boldsymbol {\varepsilon }},{\dot {\mathbf {q} }}+{\dot {\boldsymbol {\varepsilon }}})-L(\mathbf {q} ,{\dot {\mathbf {q} }})\right]dt=\int _{t_{1}}^{t_{2}}\;\left({\boldsymbol {\varepsilon }}\cdot {\frac {\partial L}{\partial \mathbf {q} }}+{\dot {\boldsymbol {\varepsilon }}}\cdot {\frac {\partial L}{\partial {\dot {\mathbf {q} }}}}\right)\,dt}
Ukoliko napravimo parcijalnu integraciju
{\displaystyle \delta {\mathcal {S}}=\left[{\boldsymbol {\varepsilon }}\cdot {\frac {\partial L}{\partial {\dot {\mathbf {q} }}}}\right]_{t_{1}}^{t_{2}}+\int _{t_{1}}^{t_{2}}\;\left({\boldsymbol {\varepsilon }}\cdot {\frac {\partial L}{\partial \mathbf {q} }}-{\boldsymbol {\varepsilon }}\cdot {\frac {d}{dt}}{\frac {\partial L}{\partial {\dot {\mathbf {q} }}}}\right)\,dt}
Rubni uvjeti {\displaystyle {\boldsymbol {\varepsilon }}(t_{1})={\boldsymbol {\varepsilon }}(t_{2})\ {\stackrel {\mathrm {def} }{=}}\ 0} uklanjaju prvi član

{\displaystyle \delta {\mathcal {S}}=\int _{t_{1}}^{t_{2}}\;{\boldsymbol {\varepsilon }}\cdot \left({\frac {\partial L}{\partial \mathbf {q} }}-{\frac {d}{dt}}{\frac {\partial L}{\partial {\dot {\mathbf {q} }}}}\right)\,dt=0}
Hamiltonov princip kaže kako je perturbacija prvog reda    {\displaystyle \delta {\mathcal {S}}} nula za sve moguće perturbacije {\displaystyle \epsilon }. Pošto {\displaystyle \epsilon } može poprimiti bilo koju vrijednost, jednadžba će biti ekstemizirana (varijacija jednaka nuli) jedino kad je 
{\displaystyle {\frac {\partial L}{\partial \mathbf {q} }}-{\frac {d}{dt}}{\frac {\partial L}{\partial {\dot {\mathbf {q} }}}}=0}
Ovo je takozvana Euler-Lagrangeova jednadžba analitičke mehanike.